# Margarita Černomyrdina
Margarita Alekseevna Černomyrdina (in russo Маргарита Алексеевна Черномырдина?; Mosca, 6 marzo 1996) è una calciatrice russa, centrocampista del CSKA Mosca e della nazionale russa.

## Carriera

### Club
Nata a Mosca, entrò a far parte della scuola calcio DJUSŠ Orbita, mettendosi in mostra soprattutto nella partita di un campionato moscovita in cui realizzò cinque reti, guadagnandosi così il trasferimento nelle giovanili del Čertanovo. Fece il suo esordio in Vysšij Divizion, massima serie del campionato russo, nella stagione 2015. Al termine della stagione 2016, assieme alla compagna di squadra Nadežda Karpova, vinse la classifica delle migliori marcatrici del campionato con 8 reti realizzate.
Per la stagione 2019 si è trasferita al CSKA Mosca, vincendo per due stagioni consecutive il campionato russo.

### Nazionale
Nel 2011 fece il suo esordio con la maglia della nazionale russa under-17, partecipando alle gare di qualificazione al campionato europeo di categoria. Nel 2013 venne convocata nella nazionale russa under-19 con cui disputò 32 partite, realizzando 26 reti. Il 21 agosto 2014 esordì con la nazionale maggiore in occasione delle qualificazioni al campionato mondiale 2015 nella partita vinta per 3-1 contro la Slovacchia. Venne convocata in occasione dell'Algarve Cup 2016 e dell'Algarve Cup 2017. Dopo aver disputato sette partite e realizzato una rete nelle qualificazioni al campionato europeo 2017, è stata convocata dalla selezionatrice Elena Fomina per fare parte della squadra partecipante al campionato europeo 2017.

## Palmarès

### Club
- Campionato russo: 2

2019, 2020

### Individuale
- Capocannoniere della Vysšij Divizion: 1

2016 (8 reti assieme a Nadežda Karpova)